# Euphyia ralaria
Euphyia ralaria là một loài bướm đêm trong họ Geometridae.